# 楊子賢
楊子賢（1996年3月4日—），民主進步黨籍現任彰化縣議員，生於台灣彰化縣。畢業於國立政治大學政治學系，學生時期曾參與太陽花學運並擔任異議性社團政大野火陣線社長。
2022年參選第二十屆彰化縣議員順利當選。其有「大砲新人」之稱。

## 生平
楊子賢在高中時甄選上非洲國際志工，並由此開始關心時事。大學畢業後成立彰化縣磺溪文化永續協會並擔任理事長，推動在地文化。

## 選舉紀錄
| 年度 | 選舉屆數               | 選舉區           | 所屬政黨   | 得票數 | 得票率 | 當選標記 | 備註 |
| ---- | ---------------------- | ---------------- | ---------- | ------ | ------ | -------- | ---- |
| 2022 | 第二十屆彰化縣議員選舉 | 彰化縣第一選舉區 | 民主進步黨 | 10,967 | 7.47%  |          |      |

## 外部連結
- 彰化縣議會楊子賢議員介紹 （页面存档备份，存于）

- 楊子賢︱Facebook
- 楊子賢議員官方影音︱Youtube （页面存档备份，存于）